# Hauksbók
Die Hauksbók (altisländisch bók ‚Buch‘) ist eine auf Altisländisch verfasste Handschrift, die mit hoher Wahrscheinlichkeit nach ihrem Verfasser Haukr Erlendsson (gestorben 1334) benannt ist. Die ursprünglich in Kopenhagen zusammenhängende Handschrift der Arnamagnäanischen Sammlung ist heute dreigeteilt und wird unter den Signaturen AM 371 4to, AM 544 4to und AM 675 4to im Árni Magnússon Institute for Icelandic Studies in Reykjavík, Island aufbewahrt.
Die Handschrift enthält Versionen von zum Teil bedeutenden altisländischen Texten und Sagas, wie beispielsweise die Landnámabók, die Fóstbrœðra saga, die Eiríks saga rauða, die Hervarar saga und die Völuspá. 
Des Weiteren enthält sie ein Kapitel über Mathematik, genannt Algorismus, das unter anderem die Grundrechnungsarten behandelt. Es handelt sich dabei um die älteste mathematische Abhandlung in einer skandinavischen Sprache. Außerdem enthält sie kosmographische Angaben, die entweder dem De Imagine mundi des Honorius Augustodunensis oder den Etymologiae des Isidor von Sevilla entnommen sind.